# Свинарчук, Николай Давыдович
Николай Давыдович Свинарчук (1920—1983) — старшина Рабоче-крестьянской Красной Армии, участник Великой Отечественной войны, Герой Советского Союза (1945).

## Биография
Родился 20 января 1920 года в посёлке Голодная Степь (ныне — город Гулистан в Узбекистане).
После окончания начальной школы работал на железной дороге. В октябре 1940 года Свинарчук был призван на службу в Рабоче-крестьянскую Красную Армию. С августа 1942 года — на фронтах Великой Отечественной войны. В боях два раза был ранен.
К июлю 1944 года старший сержант Николай Свинарчук был помощником командира взвода 2-го батальона 415-го стрелкового полка 1-й стрелковой дивизии 96-го стрелкового корпуса 70-й армии 1-го Белорусского фронта. Отличился во время освобождения Польши. 26 июля 1944 года взвод Свинарчука переправился через реку Кшна в районе города Бяла-Подляска и принял активное участие в боях за захват и удержание плацдарма на её берегу. В критический момент боя Свинарчук заменил собой выбывшего из строя командира взвода. Под его руководством взвод успешно захватил траншеи и оборонял их до переправы основных сил. 27 июля 1944 года у деревни Бохукалы взвод Свинарчука успешно перерезал шоссе и отразил восемь немецких контратак, уничтожив 1 БТР, 3 автомашины и около 150 солдат и офицеров противника.
Указом Президиума Верховного Совета СССР от 24 марта 1945 года за «образцовое выполнение боевых заданий командования на фронте борьбы с немецкими захватчиками и проявленные при этом отвагу и геройство» старший сержант Николай Свинарчук был удостоен высокого звания Героя Советского Союза с вручением ордена Ленина и медали «Золотая Звезда» за номером 5484.
После окончания войны в звании старшины Свинарчук был демобилизован. Проживал и работал в городе Ленгер Казахской ССР.
Скончался 1 января 1983 года, похоронен в селе Достык Толебийского района Южно-Казахстанской области Казахстана.
Почетный гражданин Бреста. Был также награждён орденами Октябрьской Революции, Красного Знамени, Славы 2-й и 3-й степеней, рядом медалей.
В честь Свинарчука названа улица в Бресте.